# Ribitol
Ribitol o adonitol es un polialcohol en forma de pentosa (C5H12O5) formado por la reducción de la ribosa. Se puede encontrar de forma natural en algunas plantas como la Adonis vernalis, así como en las paredes celulares de las bacterias Gram positivas (específicamente como ribitol fosfato en los ácidos teicóicos). Se asocia junto al anillo de isoaloxazina formando la riboflavina o vitamina B2. Es por tanto, el grupo prostético de los coenzimas flavin-nucleótidos (FMNH2 Y FADH2). 